# Lukovdol
 Lukovdol  falu Horvátországban, a Tengermellék-Hegyvidék megyében. Közigazgatásilag  Vrbovskóhoz tartozik.

## Fekvése
Fiumétól 56 km-re keletre, községközpontjától 8 km-re északkeletre, a Hegyvidék (Gorski kotar) északkeleti részén fekszik. Mindössze két kilométerre halad el innen a Zágrábot Fiuméval összekötő Lujzijana út.

## Története
Lukovdol a Frangepánok 1449-es birtokmegosztása után bukkan fel az írott forrásokban. 1486-ban Vrbovskóval, Gomirjéval és Bosiljevóval együtt említi a Frangepán Bernát által kibocsátott modrusi urbárium. A 16. század elején a török  pusztítások következtében lakossága elmenekült, vidéke elnéptelenedett. Erre utal egy 1558-as oklevél, mely szerint középkori temploma torony nélkül áll. Említenek itt egy kővárat is, melyet a lakosság védelmére építettek és amelynek közepén egy torony állt, de ezt történészek a közeli Szeverin várával azonosítják, melynek egykor szintén Lukovdol volt a neve és róla tevődött át később a településre.
A településnek 1857-ben 423, 1910-ben 319 lakosa volt. Trianonig Modrus-Fiume vármegye Vrbovskói járásához tartozott. 2011-ben 125 lakosa volt.

## Lakosság

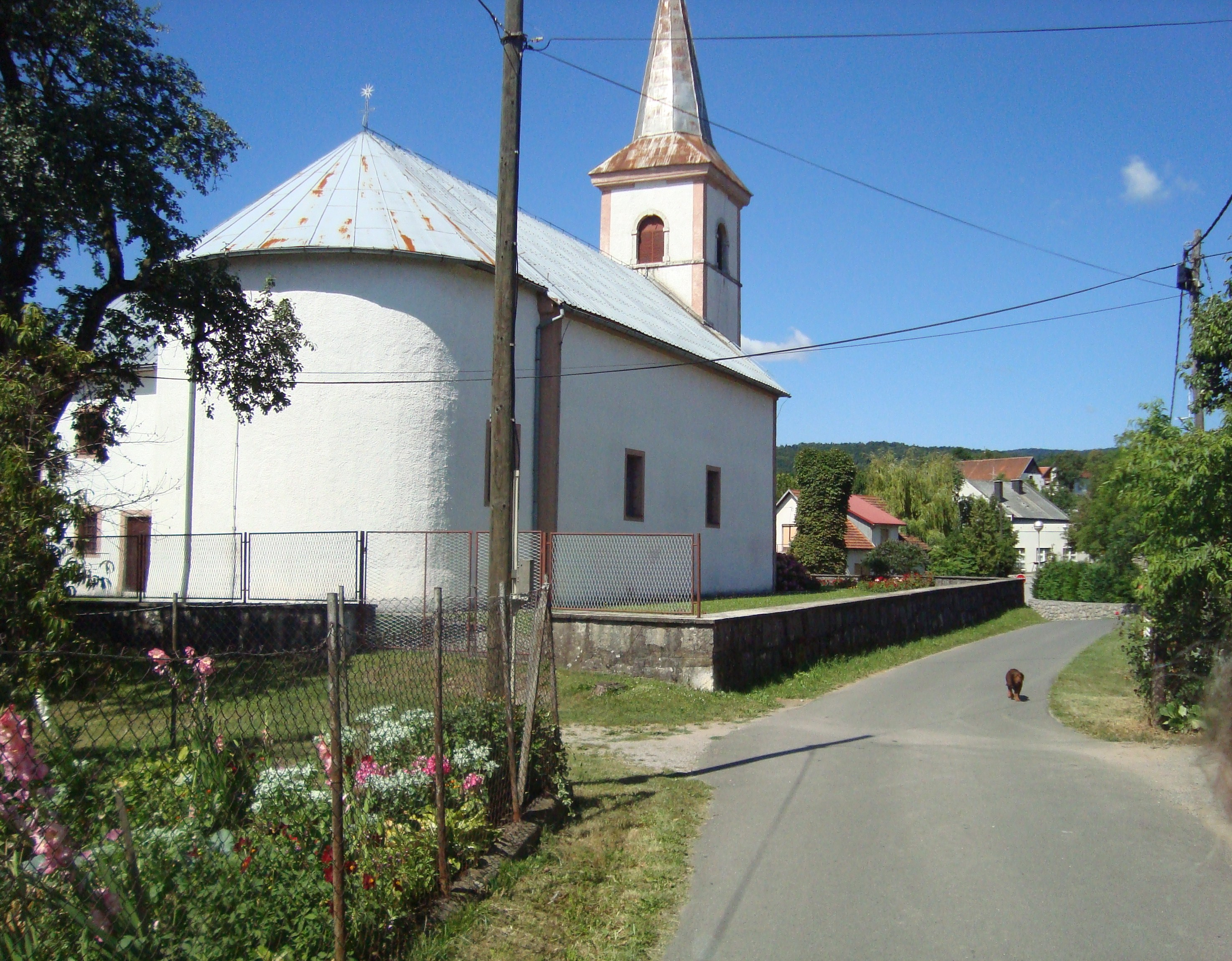
A plébániatemplom

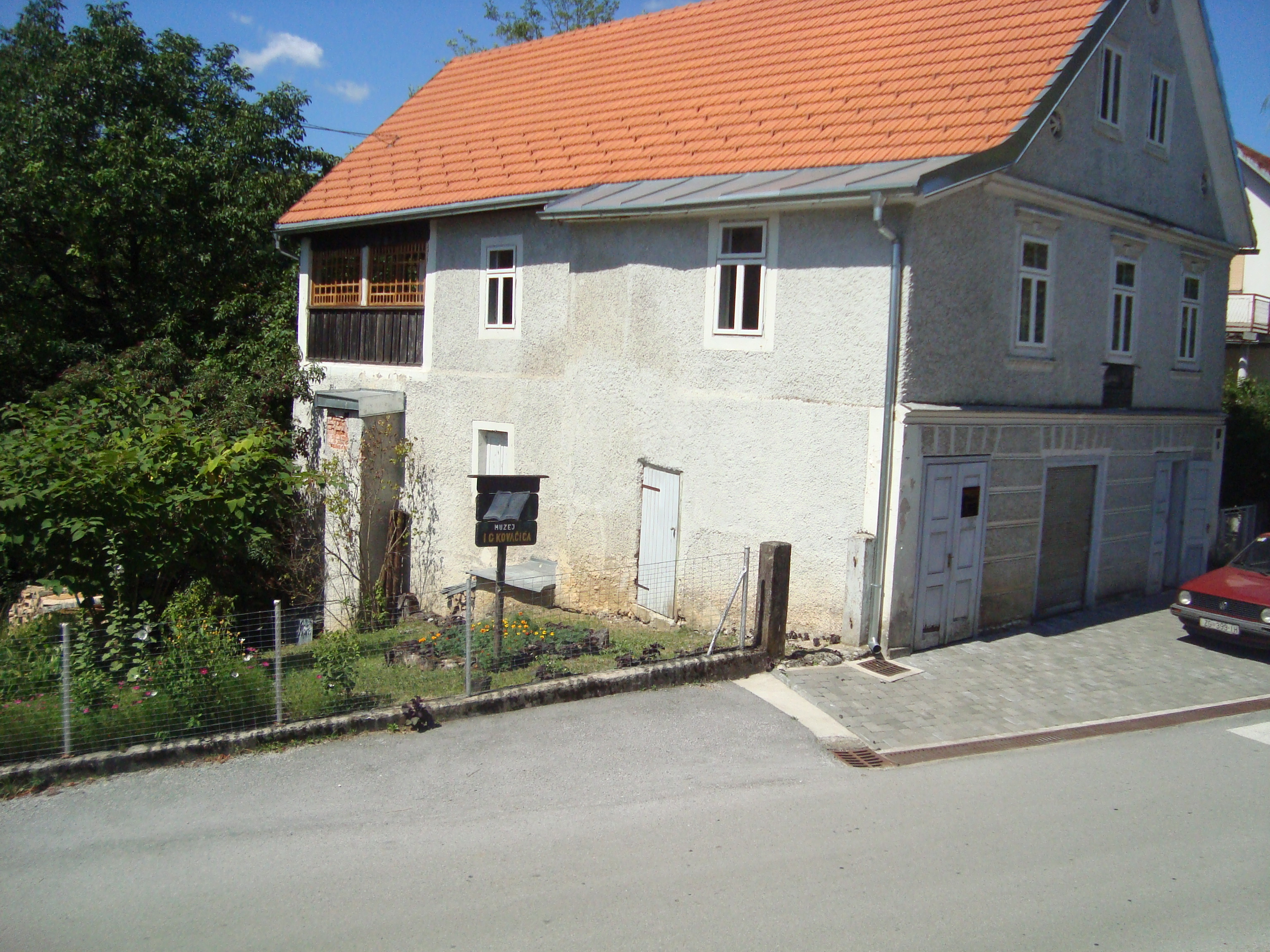
Ivan Goran Kovačić szülőháza – emlékmúzeum

| Lakosság változása | Lakosság változása | Lakosság változása | Lakosság változása | Lakosság változása | Lakosság változása | Lakosság változása | Lakosság változása | Lakosság változása | Lakosság változása | Lakosság változása | Lakosság változása | Lakosság változása | Lakosság változása | Lakosság változása | Lakosság változása |
| ------------------ | ------------------ | ------------------ | ------------------ | ------------------ | ------------------ | ------------------ | ------------------ | ------------------ | ------------------ | ------------------ | ------------------ | ------------------ | ------------------ | ------------------ | ------------------ |
| 1857               | 1869               | 1880               | 1890               | 1900               | 1910               | 1921               | 1931               | 1948               | 1953               | 1961               | 1971               | 1981               | 1991               | 2001               | 2011               |
| 423                | 349                | 437                | 437                | 394                | 319                | 286                | 281                | 306                | 293                | 274                | 288                | 219                | 256                | 157                | 125                |

## Nevezetességei
A Nagyboldogasszony tiszteletére szentelt plébániatemploma 1604-ben épült a korábbi templom helyén. Egyhajós épület félköríves záródású szentéllyel. Zömök harangtornya a  homlokzat előtt áll, tetején hegyes toronysisakkal.

## Híres emberek
Itt született 1913. március 21-én Ivan Goran Kovačić horvát költő, esszéista és kritikus. Szülőháza kulturális védettséget élvez.